# Powstanie w Gandży
Powstanie w Gandży (ros. Гянджинский мятеж, az. Gəncə üsyanı) – antybolszewickie wystąpienie zbrojne wojsk azerbejdżańskich w Gandży w połowie 1920 roku.
Po zajęciu bez walki terytorium Demokratycznej Republiki Azerbejdżanu, przypieczętowanym wkroczeniem do Baku 28 kwietnia 1920 r. przez wojska bolszewickie, doszło do szeregu zbrojnych buntów i powstań przeciwko rewolucyjnej władzy. Były one reakcją na sowietyzację Azerbejdżanu, rabunek bakińskich pól naftowych, wojenne rekwizycje, walkę z religią i rządy terroru.
Do największego powstania doszło w Gandży, pierwszej stolicy Demokratycznej Republiki Azerbejdżanu. W mieście stacjonował sowiecki garnizon w liczbie ok. 2 tys. żołnierzy. Stanowiły go 178 i 180 Pułki Strzeleckie, 20 Brygada Konna i dywizjon artylerii. Na ich czele stał były carski oficer Szirmacher. W Gandży pozostawał również na razie nierozbrojony garnizon azerbejdżański. 16 maja płk Dżachangir-bek Kazymbekow wysłał sekretnie do Tyflisu 2 wyższych oficerów, którzy mieli uzgodnić wybuch powstania z Gruzinami. Ponadto do Karabachu udało się 2 kolejnych oficerów w celu nawiązania kontaktu ze stacjonującym tam 3 Szekinskim Pułkiem Konnym. Powstanie zaplanowano na dzień 22 maja. Pułkownik Dżachangir-bek Kazymbekow porozumiał się z azerbejdżańskimi działaczami politycznymi i byłymi członkami władz miasta, którzy zgodzili się wesprzeć wystąpienie. Po wybuchu powstania w krótkim czasie udało się rozbroić bolszewickich żołnierzy. Opanowano całe miasto. 23 maja głównodowodzącym siłami powstańczymi, liczącymi ok. 1,8 tys. ludzi, został gen. Mamed-Kuli-Mirza Kadżar. 25 maja od strony miast Jelendorf i Szamchor zaatakowały Gandżę stacjonujące w okolicy wojska bolszewickie, ale zostały odrzucone. W tej sytuacji bolszewicy rozpoczęli ostrzał artyleryjski Gandży. Doszło do pojedynku artyleryjskiego z działami azerbejdżańskimi pod dowództwem ppłk. Stankiewicza, w wyniku którego artyleria bolszewicka zamilkła. 26 maja ponownie doszło do ataku wojsk bolszewickich na miasto i ponownie zostały one zmuszone do odwrotu. 27 maja cały dzień działa bolszewickie ostrzeliwały Gandżę. 28 maja do szturmu na pozycje azerbejdżańskie ruszyła dywizja konna wojsk bolszewickich, ale została prawie całkowicie zniszczona. Nie udał się też atak piechoty. Do akcji wkroczyła sprowadzona przez bolszewików ciężka artyleria. Znad granicy z Demokratyczną Republiką Gruzji na pomoc przybyła 18 Dywizja Konna pod dowództwem Kuryszki, dywizjon haubic i 4 samochody pancerne. Dowództwo nad tymi siłami objął Michaił Wielikanow. 29 maja siły bolszewickie wzmocnił 179 Pułk Strzelecki, ściągnięty z granicy z Demokratyczną Republiką Armenii. W wyniku ataku oddziałów bolszewickich została przez nie zajęta droga prowadząca do wsi Chaczbułag. Tego dnia zginęli ze strony azerbejdżańskiej dowódca batalionu piechoty kpt. Miri-zade, ppłk Stankiewicz i płk Hauzen. Znad granicy z Gruzją przybyła bolszewicka 2 Brygada Piechoty w składzie 175 i 176 Pułków Strzeleckich oraz dywizjon lekkiej artylerii. Z kolei z Baku przybył dywizjon samochodów pancernych i armeńska bateria górska. 30 maja pod przeważającym naporem sił bolszewickich powstańcy byli zmuszeni ustąpić z części Gandży. Wykorzystując zwycięstwo, bolszewicy wzmocnili napór, w wyniku czego 2 czerwca zdobyli całe miasto. Z Gandży wycofała się część wojsk azerbejdżańskich z uchodźcami cywilnymi, co było ubezpieczane przez dwie kompanie piechoty i kompanię karabinów maszynowych. W nocy z 2 na 3 czerwca żołnierze zostali zwolnieni do domów. Do Gruzji przedostał się niewielki oddział zbrojny na czele z płk. Dzachangir-bekiem Kazymbekowem. Po stłumieniu powstania bolszewicy rozstrzelali kilkuset mieszkańców Gandży, w tym sześciu generałów byłej armii azerbejdżańskiej. Łączne straty powstańców wyniosły ok. 1 tys. zabitych i rannych, zaś wojsk bolszewickich ok. 920 zabitych.